# Beignon
Beignon település Franciaországban, Morbihan megyében. Lakosainak száma 1939 fő (2022. január 1.). Beignon Paimpont, Plélan-le-Grand, Saint-Malo-de-Beignon, Guer, Porcaro, Augan és Campénéac községekkel határos.

## Népesség
A település népességének változása:
| Lakosok száma | 701  | 611  | 712  | 1417 | 1836 | 1839 | 1863 | 1962 | 1955 | 1939 |
|               | 1968 | 1982 | 1990 | 2006 | 2013 | 2015 | 2017 | 2019 | 2020 | 2022 |